# Chocolate Genius Inc.
Chocolate Genius Inc. est un collectif d'artistes new-yorkais.

## Biographie
Né au Panama, Marc Anthony Thompson grandit en Californie mais c'est à New York qu'il commence sa carrière musicale. 
Il sort dans les années 80 deux albums sous son propre nom, Marc Anthony Thompson et Watts and Paris, sur le label Warner Bros. Il est alors comparé à des artistes renommés tels que Prince, Jeff Buckley ou encore Terence Trent D'Arby. 
Signé par V2 Records, son premier album sous le nom de Chocolate Genius Inc., Black Music, sort en 1998. Pour cet opus, il s'entoure de nombreux musiciens : Marc Ribot, Chris Wood, Vernon Reid, Chris Whitley, etc. En 2001, il sort le deuxième album de Chocolate Genius, GodMusic, et apparaît sur la bande originale du film I Am Sam avec une reprise de Julia des Beatles. Il travaille également sur la musique de nombreux films ou pièces de théâtre, comme American Splendor et Brother to Brother.
Le troisième album de Chocolate Genius Inc. s'intitule Black Yankee Rock et sort en 2005 chez Commotion Records. L'album est produit par Craig Street et inclut la participation d'une pléiade d'artistes parmi lesquels Van Dyke Parks et Me'shell Ndegeocello.
Après avoir participé à la tournée de Bruce Springsteen en 2006 en tant que guitariste, il revient en 2010 avec l'album Swansongs, publié chez No Format!.

## Discographie

### Marc Anthony Thompson
- Marc Anthony Thompson - 1984, Warner Bros. Records
- Watts and Paris  - 1989, Warner Bros. Records

### Chocolate Genius Inc.
- Black Music - 1998, V2 Music
- GodMusic - 2001, V2 Music
- Black Yankee Rock - 2005, Commotion Records
- Swansongs - 2010, No Format!
- Truth Vs Beauty - 2016, No Format!